# Izvorul Minunilor

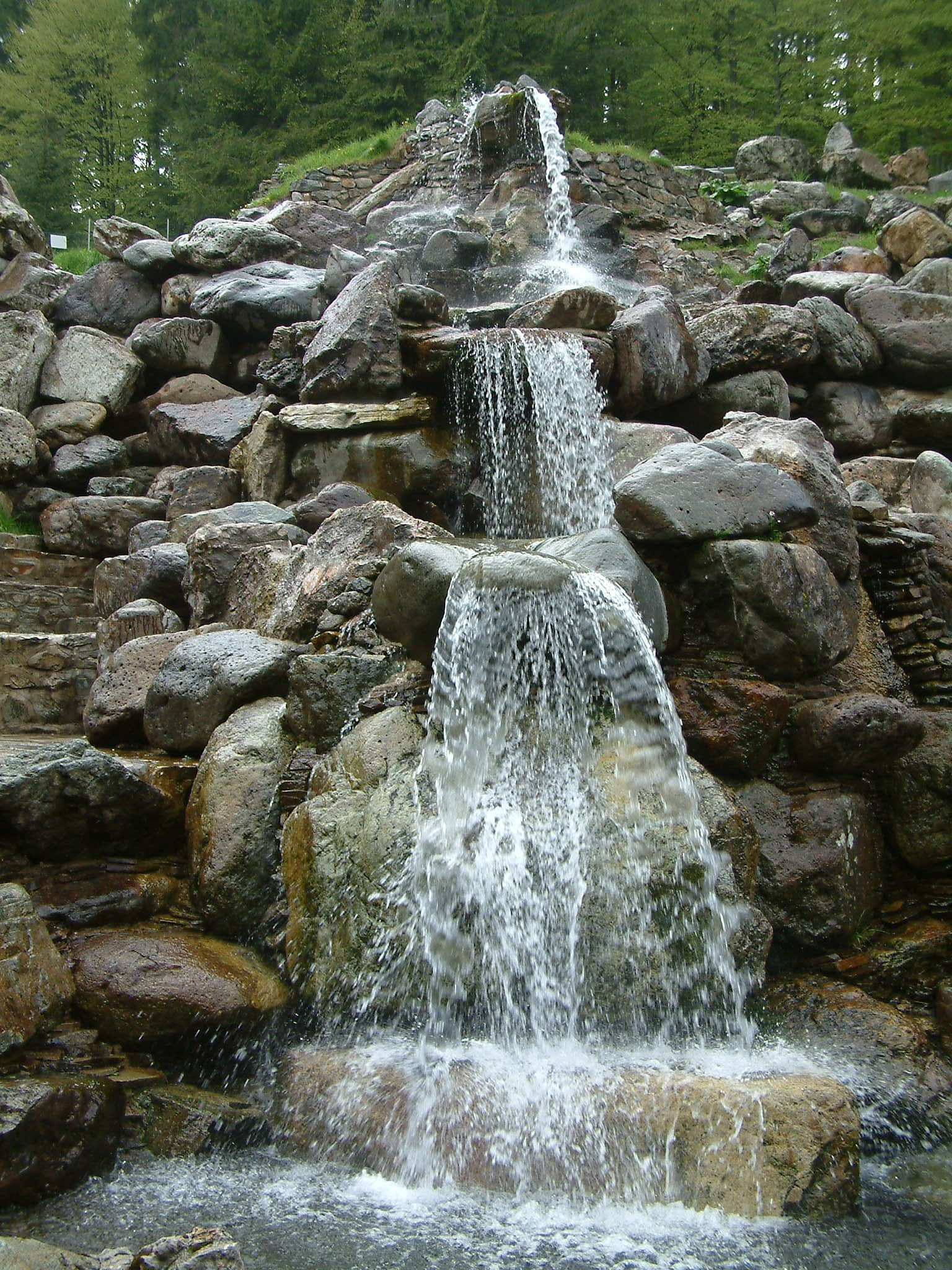
Izvorul Minunilor

Izvorul Minunilor este unul dintre izvoarele de apă minerală din România, aflat în stațiunea Stâna de Vale din județul Bihor. Izvorul este situat lângă un drum turistic ce pornește din Stâna de Vale, fiind vizibil de departe și foarte ușor accesibil. Se prezintă sub forma unui jet de apă cu debit mare ce își face apariția dintr-o stâncă, apoi coboară sub forma unor mici cascade și ajunge într-o baltă înconjurată de pietre, aflată lângă drum. Accesul la stânca de unde apa își face apariția se face pe două scări, de o parte și de alta a izvorului, iar accesul propriu-zis către izvor se face pe Valea Iadului, spre stațiunea Stâna de Vale, unde izvorul se află situat. Apa izvorului este una plăcută la gust, cu numeroase efecte terapeutice.